# GvSIG
gvSIG — свободное программное обеспечение с открытым исходным кодом для построения геоинформационных систем. Первая рабочая версия появилась в конце 2006 года и распространялась через интернет.
Системные требования:
- Pentium III 800 МГц
- 256 Мбайт RAM

Предлагаются исходный код, и готовые сборки для:
- Microsoft Windows и Windows NT
- GNU/Linux i586
- macOS Intel.

Программа поддерживает все необходимые функции ГИС:
- Работа со слоями, благодаря которой можно отображать лишь необходимые в данный момент объекты;
- Функции масштабирования карты;
- Поддержка сохранения необходимых ракурсов карты;
- Автоматические расчёты расстояния между объектами и площадей областей;
- Размещение активных объектов на карту;
- Создание профессиональных географических карт с необходимыми элементами, которые можно впоследствии печатать.

## Особенности gvSIG Desktop
- Работа с векторными форматами: SHP, DXF, GML, DWG, DGN (Intergraph IGDS и DGN V8), KML.
- Работа с растровыми форматами: BMP, GIF, TIFF, JPEG, JP2, PNG, VRT, DAT of ENVI, ERDAS (LAN, GIS, IMG), PCI Geomatics (PIX, AUX), ADF of ESRI, ILWIS (MPR, MPL), MAP of PC Raster, ASC, PGM, PPM, RST of IDRISI, RMF, NOS, KAP, HDR, RAW.
- Работа с веб-сервисами: OGC (WMS, WFS, WCS, WFS-T, WPS), ArcIMS, Ecwp.
- Работа с базами данных: PostGIS, MySQL, ArcSDE, Oracle, JDBC, CSV.

и др.